# Hecastocleis shockleyi
Hecastocleis shockleyi (A.Gray, 1882) è una pianta della famiglia delle Asteraceae, nativa degli Stati Uniti sud-occidentali. È l'unica specie del genere Hecastocleis A.Gray, 1882 (nonché della tribù Hecastocleideae Panero & V.A.Funk, 2002 e della sottofamiglia Hecastocleidoideae Panero & V.A.Funk, 2002).

## Descrizione
Il portamento di queste specie è perenne arbustivo con fusti ramificati che possono raggiungere una altezza di 40–80 cm; (massimo 150 cm), sono ricoperti da una rada peluria ghiandolare.
Le foglie di questa specie sono dimorfiche: lungo il caule sono presenti piccole foglie sessili a disposizione alternata con forme da lineari a strettamente ovate, mucronate, appuntite e con margini spinosi (3 - 6 spine per foglia); le altre sono fascicolate alla base dei brachiblasti. Lunghezza delle foglie: 1 – 4 cm.
Le infiorescenze sono composte da gruppi di capolini (da1 a 5) terminali (all'apice di ogni ramificazione) e solitari. Ogni gruppo è sotteso da ampie foglie bratteali giallo-verdastre e spinose (formano un involucro secondario).  I capolini, discoidi, sono formati da un involucro a forma strettamente cilindrica (10 mm di lunghezza) composto da brattee (o squame) all'interno delle quali un ricettacolo fa da base ai fiori. Le brattee disposte su 3 - 4 serie in modo embricato e gradato sono spinose (o lanose all'apice). Il ricettacolo, a forma piatta, è glabro e privo di pagliette (è nudo).
I fiori sono tetra-ciclici (ossia sono presenti 4 verticilli: calice – corolla – androceo – gineceo) e pentameri (ogni verticillo ha 5 elementi). Inoltre i fiori sono singoli, ermafroditi, actinomorfi e fertili.
- Formula fiorale:

*/x K {\displaystyle \infty }, [C (5), A (5)], G 2 (infero), achenio
- Calice: i sepali del calice sono ridotti ad una coroncina di squame.
- Corolla: la corolla è tubulosa (lunghezza 10 mm) con 5 profondi lobi. Il colore dei fiori è biancastro (rosaceo all'inizio della fioritura).
- Androceo: gli stami sono 5 con filamenti liberi, glabri o papillosi e distinti, mentre le antere sono saldate in un manicotto (o tubo) circondante lo stilo. Le antere in genere hanno una forma sagittata con base caudata (le appendici sono fimbriate). Il polline normalmente è tricolporato a forma sferica o schiacciata ai poli.
- Gineceo: lo stilo è filiforme; gli stigmi dello stilo sono due divergenti, corti (da 0,1 a 0,5 mm) è apici arrotondati. L'ovario è infero uniloculare formato da 2 carpelli. L'ovulo è unico e anatropo.

I frutti sono degli acheni  (lunghi 5 mm) con pappo. La forma dell'achenio è cilindrica con 4 - 5 nervature poco appariscenti e superficie glabra di colore marrone. Il carpopodium è inconsistente. I pappi sono formati da una coroncina di scaglie lunghe 1 – 2 mm direttamente inserite nel pericarpo parenchimatico posto sulla parte apicale dell'achenio.

## Biologia
- Impollinazione: l'impollinazione avviene tramite insetti (impollinazione entomogama tramite farfalle diurne e notturne).
- Riproduzione: la fecondazione avviene fondamentalmente tramite l'impollinazione dei fiori (vedi sopra).
- Dispersione: i semi (gli acheni) cadendo a terra sono successivamente dispersi soprattutto da insetti tipo formiche (disseminazione mirmecoria). In questo tipo di piante avviene anche un altro tipo di dispersione: zoocoria. Infatti gli uncini delle brattee dell'involucro si agganciano ai peli degli animali di passaggio disperdendo così anche su lunghe distanze i semi della pianta.

## Distribuzione e habitat
Cresce in condizioni ambientali estreme nelle montagne aride nei pressi della Death Valley e di Las Vegas (Nevada meridionale e California orientale) a quote variabili tra 1.700 - 2.000 metri di altezza.
Cresce su terreni aridi, di origine granitica o basaltica, sino a 1700–2000 m di altitudine.

## Tassonomia
La famiglia di appartenenza di questa voce (Asteraceae o Compositae, nomen conservandum) probabilmente originaria del Sud America, è la più numerosa del mondo vegetale, comprende oltre 23.000 specie distribuite su 1.535 generi, oppure 22.750 specie e 1.530 generi secondo altre fonti (una delle checklist più aggiornata elenca fino a 1.679 generi). La famiglia attualmente (2021) è divisa in 16 sottofamiglie.

### Filogenesi
La sottofamiglia di questa specie, da un punto di vista filogenetico, si trova tra il gruppo Wunderlichioideae e Gochnatioideae e la sottofamiglia Pertyoideae (compreso il resto della famiglia) con un periodo di separazione attorno ai 50 milioni di anni.
Hecastocleis è un genere monotipico che tradizionalmente è stato inserito nella tribù Mutisieae della sottofamiglia Cichorioideae. Recenti studi filogenetici riconoscono al genere caratteristiche originali che ne giustificano la inclusione in una tribù (Hecastocleideae) ed in una sottofamiglia (Hecastocleoideae) a sé stanti.
Il numero cromosomico di queste piante è: 2n = 16.